# 瑞巌寺磨崖仏

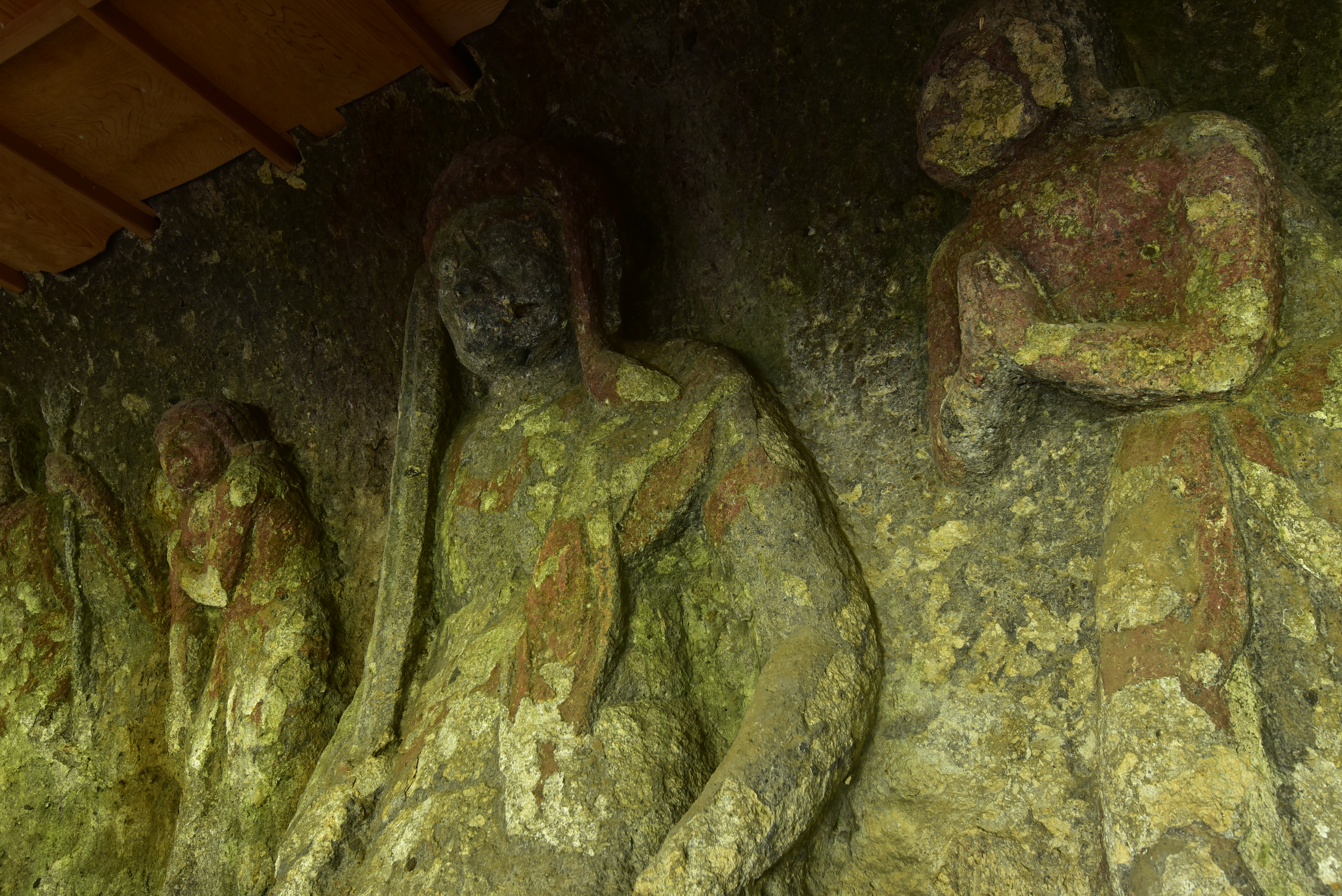
瑞巌寺磨崖仏。写真中央は不動明王

瑞巌寺磨崖仏（ずいがんじまがいぶつ）は、大分県玖珠郡九重町松木にある磨崖仏である。大分県の史跡に指定されている。

## 概説
かつて瑞巌寺があった場所に位置する磨崖仏である。瑞巌寺は、仁聞によって養老年間（717年-723年）に創建されたと伝えられるが、天正年間（1573年-1592年）に大友氏の兵火によって焼失し、再建されないまま廃寺となった。
凝灰岩の岸壁に高さ約2.3-2.5m、幅約7mの浅い龕を穿ち、その内壁に不動明王を中心として、右側に矜羯羅童子、増長天、左側に制多迦童子、多聞天の計5体が配されている。像は半肉彫りで、ベンガラによる赤の彩色が残っている。龕の前面には堂が設けられ、磨崖仏を風雨から守っている。制作された年代は不明で、平安時代末期から室町時代中期に至る諸説がある。

## 交通
- 鉄道・バス - JR九州久大本線豊後森駅から、バスで約20分「松ケ鼻」停留所下車[3]。
- 自動車 - 大分県道409号下恵良九重線沿い。